# Horst Rusch
Horst Rusch (* 21. Mai 1939 in Naugard; † 17. Januar 2024) war ein deutscher Gewerkschafter (FDGB), Jugendfunktionär (FDJ) und Politiker (SED). Er war Vorsitzender des FDGB-Bezirksvorstandes Neubrandenburg, Mitglied der SED-Bezirksleitung ebenda sowie Mitglied der Volkskammer der DDR.

## Leben
Rusch wurde als Sohn einer Arbeiterfamilie geboren. Er absolvierte von 1955 bis 1958 eine Ausbildung zum Kraftfahrzeugschlosser. 1954 trat er der FDJ, 1955 dem FDGB und 1958 der SED bei. Von 1959 bis 1960 besuchte er die Bezirksparteischule Neubrandenburg. Von 1960 bis 1963 war er Erster Sekretär der FDJ-Kreisleitung Röbel. 1963/1964 studierte er an der Hochschule des Komsomol in Moskau. 1964 fungierte er als Abteilungsleiter und von Mai 1965 bis März 1974 als Erster Sekretär der FDJ-Bezirksleitung Neubrandenburg (Nachfolger von Werner Breitsprecher).
Von März 1967 bis 1974 und erneut von 1977 bis 1989 war Rusch Mitglied der SED-Bezirksleitung und seines Sekretariats. Von 1974 bis 1979 studierte er an der Parteihochschule der KPdSU in Moskau. Sein Studium schloss er als Diplom-Gesellschaftswissenschaftler ab.
Von März 1977 bis 1989 war er Vorsitzender des FDGB-Bezirksvorstandes Neubrandenburg sowie seit Mai 1977 Mitglied des Bundesvorstandes des FDGB. Von 1986 bis März 1990 war Rusch als Mitglied der FDGB-Fraktion Abgeordneter der Volkskammer.

## Auszeichnungen
- Vaterländischer Verdienstorden in Bronze (1969) sowie in Silber
- Ehrenmedaille der Nationalen Front (1982)[3]
- Fritz-Heckert-Medaille in Gold (1985)